# Lisa Johansson (riksdagsledamot)
Valborg Elisabet "Lisa" Johansson, född 1 maj 1901 i Edsbyn i Ovanåkers församling, död 11 oktober 1994 i Skövde, var barnavårdsman och politiker (socialdemokrat). Hon var uppvuxen i Åkleby strax utanför Skövde.
Johansson var riksdagsledamot i andra kammaren från 1947, invald i Skaraborgs läns valkrets. Lisa var gift med kommunalpolitiker Torsten Johansson.